# Fie! Records
Fie! Records ou plus simplement Fie! est le label créé par Peter Hammill sous lequel il publie l'ensemble de sa production depuis 1991 et marginalement, quelques autres artistes qui, pour la plupart, sont ou ont été membres de Van der Graaf Generator à un titre ou un autre.
Le logotype du label est figuré par la lettre grecque phi dessinée en blanc, inscrite dans un rectangle vertical de même couleur le tout sur un fond de couleur noir. L'ensemble est sobrement stylisé, entièrement dessiné à main levée, pouvant évoquer le tracé au pinceau des caractères chinois ou japonais. 